# Pello Irazu
Pello Irazu Mendizabal (Andoáin, Guipúzcoa, 26 de octubre de 1963) es un escultor español, considerado una de las figuras clave en la renovación de la escultura vasca desde los años 1980. Aparte de escultura realiza dibujos y murales. Ha participado en numerosas exposiciones individuales y colectivas en España y en EE. UU. Se licenció en Bellas Artes por la Universidad del País Vasco en 1986.
Sus primeras obras estaban influenciadas por la obra del también vasco Jorge Oteiza y analizaban el uso del espacio. Trabaja a menudo con la galería Soledad Lorenzo de Madrid y con la John Weber Gallery de Nueva York. Es uno de los artistas habituales de la feria ARCO y de Art Basel, y su obra forma parte de las colecciones del Museo de Bellas Artes de Bilbao, el Museo Reina Sofía, el MACBA, el ARTIUM de Vitoria, el Museo de Arte Contemporáneo de San Diego o la Fundación Yves Klein de Arizona, entre otros. Actualmente, reside en Bilbao. Su obra se caracteriza por una experimentación con los materiales y "por buscar la emoción en el espectador, no en la imagen". En 1989 se trasladó a Londres y de 1990 a 1998 residió en Nueva York.
En 2020, junto a Leopoldo Zugaza y Laida Lertxundi, fue galardonado con el Premio Gurea Artea del Gobierno Vasco «por su trayectoria artística».